# Charles Canning, 1. Earl Canning

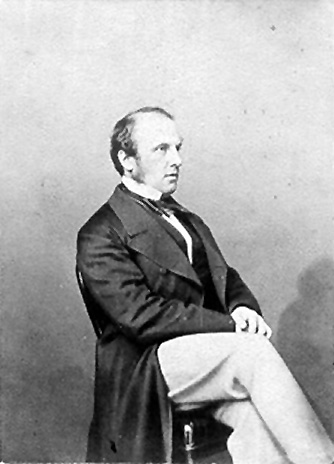
Charles John Canning, 1. Earl Canning

Charles John Canning, 1. Earl Canning, KG, GCB, KSI, PC (* 14. Dezember 1812 in Brompton bei London; † 17. Juni 1862 in London) war ein britischer Staatsmann.
Er war während des Sepoy-Aufstandes in Hindustan von 1857 Generalgouverneur Britisch-Indiens und von 1858 bis 1862 der erste britische Vizekönig von Indien. Während Cannings Amtszeit vollzog sich am 1. September 1858 der Übergang des englischen Reichs in Indien aus dem Besitz der Ostindischen Kompanie an die Krone.

## Leben
Charles John Canning war das jüngste Kind des späteren britischen Premierministers George Canning. Er studierte in Oxford und graduierte 1833. 1836 kam er für Warwick ins britische Unterhaus, erbte aber schon 1837 die Peerswürde seiner Mutter, wurde als Viscount Canning of Kilbrahan Mitglied des House of Lords und schloss sich der gemäßigt konservativen Partei an.
Im Ministerium Peel war er von 1841 bis Januar 1846 unter dem Earl of Aberdeen Staatssekretär der auswärtigen Angelegenheiten (under-secretary of state for foreign affair), dann einige Monate Oberkommissar der Wälder und Forsten (commissioner of woods and forests). Den Eintritt in das von Lord Stanley zu bildende Kabinett (Februar 1851) lehnte er als Gegner der protektionistischen Ideen ab.
Bei der Weltindustrieausstellung von 1851 fungierte Canning als Präsident der Jury. Im Dezember 1852 wurde er im Koalitionsministerium Aberdeen Generalpostmeister (postmaster-general), trat im Februar 1855 als Ausschussmitglied in den Privy Council für Volksunterricht und wurde als Nachfolger Lord Dalhousies im März 1856 zum Generalgouverneur und 1858 zum Vizekönig von Britisch-Indien ernannt.
Canning trat dem Aufstand der Sepoys in Hindustan (1857) mit Umsicht und Energie, aber auch mit Mäßigung und Versöhnlichkeit entgegen und harrte trotz des unverdienten Tadels, den Lord Ellenborough ihm wegen seines strengen, aber höchst staatsmännischen Einschreitens in Awadh erteilte, auf seinem schwierigen Posten aus, bis die Ruhe hergestellt war.
Die Stadt Kalkutta beschloss die Errichtung seiner Statue, beide Häuser des Parlaments sprachen ihm einstimmig ihren Dank aus. Schon länger kränkelnd, kam er im April 1862 nach England zurück und starb schon am 17. Juni des Jahres in London.
Er hatte am 5. September 1835 Charlotte Stuart (1817–1861), eine Tochter von Charles Stuart, 1. Baron Stuart de Rothesay, geheiratet. Die Ehe blieb kinderlos.
Nach ihm ist die frühere Festung Fort Canning sowie der heutige Fort Canning Park in Singapur benannt.